# مقاطعة كامياران
مقاطعة كامياران (بالکردیة:کامێرای/Kamêran)(بالفارسية: شهرستان کامیاران) هي إحدى مقاطعات محافظة كردستان في إيران. كان عدد سكان المقاطعة سنة 2006 حوالي 104,704 نسمة.